# Tân Hiệp, Đà Nẵng
Tân Hiệp là một xã thuộc thành phố Đà Nẵng, Việt Nam.

## Đia lý
Xã này có địa giới hành chính bao gồm toàn bộ cù lao Chàm.
Xã Tân Hiệp có diện tích 16,16 km², dân số năm 2019 là 2.091 người, mật độ dân số đạt 129 người/km².

## Hành chính
Xã Tân Hiệp được chia thành 3 thôn: Bãi Ông, Bãi Hương, Bãi Làng.